# Andrzej Siciński (duchowny)
Andrzej Siciński (ur. 1962 w Łodzi) – polski pastor Kościoła Adwentystów Dnia Siódmego (KADS), prawnik, redaktor naczelny miesięcznika „Znaki Czasu”, wykładowca Wyższej Szkoły Teologiczno-Humanistycznej im. Michała Beliny-Czechowskiego w Podkowie Leśnej (WSTH). W latach 80. XX wieku był działaczem opozycji antykomunistycznej. Jest autorem licznych artykułów, z których część opublikowano pod pseudonimem (Olgierd Danielewicz).

## Życiorys
Andrzej Siciński urodził się w roku 1962 w Łodzi, w rzymskokatolickiej rodzinie. W roku 1981, przed maturą, był jednym z założycieli Niezależnego Zrzeszenia Uczniów Szkół Średnich w Łodzi . W 1981 roku rozpoczął studia prawnicze na Uniwersytecie Łódzkim w Łodzi. Będąc studentem działał w Niezależnym Zrzeszeniu Studentów, kolportował literaturę podziemną i prasę podziemną, rozpowszechniał „Biuletyn Łódzki” i „Spotkania”. Brał udział w manifestacjach ulicznych, roznosił ulotki. Fotografował plakaty i hasła o treściach antykomunistycznych (w celach dokumentacyjnych) .
W 1983 roku zawarł związek małżeński z Małgorzatą. Ma dwójkę dzieci (Olga i Daniel).
W lutym 1984 roku miał pierwszy kontakt ze zborem Kościoła Adwentystów Dnia Siódmego w Łodzi. Słuchał wtedy wykładów Władysława Poloka. W dniu 12 września 1984 roku przyjął chrzest wiary.

## Działalność w Kościele adwentystów
W 1987 roku rozpoczął pracę jako główny administrator nieruchomości kościelnych.
Pełni funkcję dyrektora kościelnego Sekretariatu Spraw Publicznych i Wolności Religijnej . W latach 1998–2003 był członkiem Zarządu Kościoła, pełniąc funkcję sekretarza KADS. Od 2003 roku jest redaktorem naczelnym kościelnego Wydawnictwa „Znaki Czasu” oraz dwóch czasopism – miesięcznika „Znaki Czasu” oraz dwumiesięcznika „Głos Adwentu”.
Jako wykładowca prawa wyznaniowego w WSTH jest członkiem Polskiego Towarzystwa Prawa Wyznaniowego zrzeszającego przedstawicieli niemal wszystkich ośrodków naukowych w Polsce zajmujących się prawem wyznaniowym.
Współpracował z kanałem Religia.tv.

## Przedsięwzięcia ekumeniczne

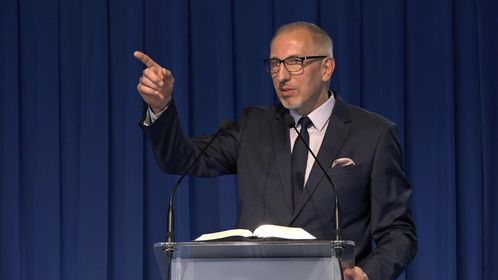
Podkowa Leśna (2020)

Uczestniczył w ekumenicznym przekładzie Nowego Testamentu, w którym pełnił rolę konsultanta ze strony Kościoła Adwentystów Dnia Siódmego. Zgłosił około 150 zastrzeżeń do przekładu, z których uwzględnionych zostało ponad 50. Ponieważ większość jego zastrzeżeń nie zostało uwzględnionych, wkrótce po ukazaniu się ekumenicznego przekładu, opublikował na łamach pisma „Znaki Czasu” krytykę przekładu, zarzucając mu katolicką konfesjonalizację. Podane przezeń przykłady „konfesjonalizacji” na ogół dotyczą niezgodności pomiędzy doktryną adwentystyczną, a doktrynami pozostałych kościołów.
Andrzej Siciński jest jednym z sygnatariuszy podpisanego 14 grudnia 1999 roku Oświadczenia Rady Konferencji Episkopatu do Spraw Ekumenizmu Kościoła Katolickiego w Polsce i Zwierzchności Kościoła Adwentystów Dnia Siódmego w Polsce z okazji 15-lecia międzywyznaniowego dialogu . Jak sam napisał, oświadczenie to pomogło wielu adwentystom i ich dzieciom, którzy w miejscach swego zamieszkania byli dyskryminowani jako sekciarze. Otworzyło też dla adwentystów wiele domów kultury w małych miejscowościach, których dyrekcje przestały się bać wynajmować swoje lokale adwentystom. Dowodziło też ono otwartości adwentystów na rozmowy nawet z dalekimi ideologicznie rozmówcami. O swojej roli w tym dialogu napisał, że przystąpił do niego w roku 1998 po objęciu funkcji sekretarza Kościoła. Jego zdaniem, gdyby do podpisania Oświadczenia miało dojść po watykańskim dokumencie Dominus Iesus z roku 2000, to pewnie by do tego nie doszło. Co ważne, Kościół katolicki oficjalnie zaprzeczył w Oświadczeniu, że adwentyści mają charakter sekciarski .
Uważa, że należy poszukiwać płaszczyzn czynienia pokoju i budowania właściwej atmosfery w kontaktach z ludźmi o innych poglądach . Cechuje go jednak wielka ostrożność do ekumenizmu, choć nie wyklucza współpracy na niektórych odcinkach i dostrzega sens takiej współpracy .

## Stosunek do lustracji

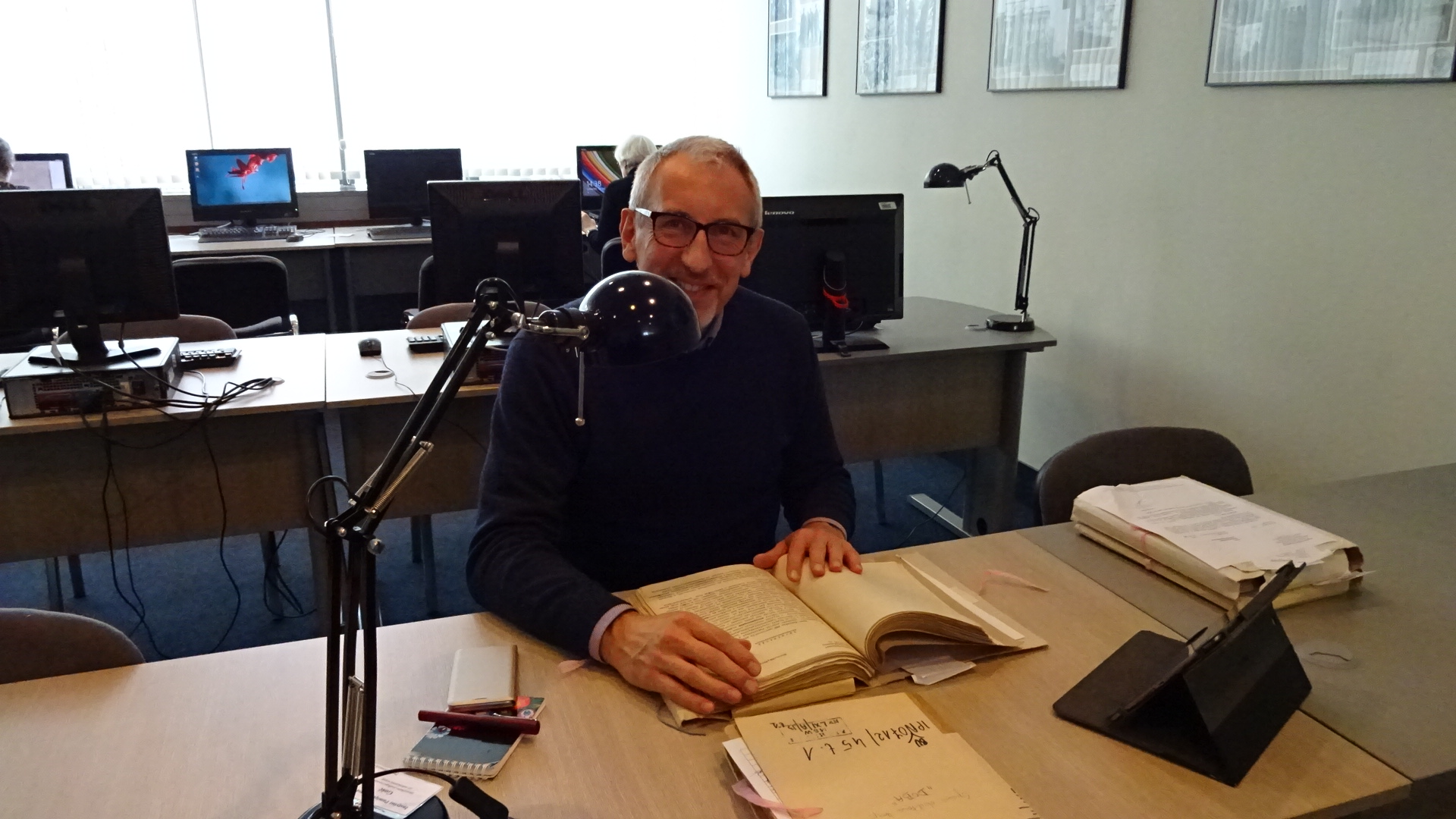
Andrzej Siciński w czytelni IPN przy Pl. Krasińskich (2017)

Po opublikowaniu Listy Wildsteina w polskim Kościele Adwentystów Dnia Siódmego dyskutowano nad potrzebą przeprowadzenia lustracji. Andrzej Siciński zwrócił uwagę, iż lustracja oparta na teczkach nie będzie sprawiedliwa, ponieważ teczki „rekinów donosicielstwa” zostały dawno zniszczone, a zachowały się jedynie teczki płotek. Podał też w wątpliwość wiarygodność teczek. Ocenił, że lustratorom jest bliżej do starotestamentowej etyki niż Chrystusowego nakazu miłowania nieprzyjaciół.

## Kwestia wolności religijnej
W swoich felietonach często podnosi tematykę wolności religijnej i krytykuje polityków za wypowiedzi, które tę wolność ignorują. W artykule „Oblicza (nie)tolerancji” postulował, aby urzędnicy i dziennikarze zaczęli dostrzegać problemy mniejszości religijnych, zamiast postrzegać je jako problem .
W kontekście sporu o krzyż, jaki stanął przed Pałacem Prezydenckim po katastrofie lotniczej pod Smoleńskiem, zajął się kwestią powszechnego stawiania przez katolików krzyży w przestrzeni publicznej i zawieszania ich budynkach szkół i urzędów, w tym w sejmie .
Skrytykował Bronisława Komorowskiego za wypowiedź do papieża, w której stwierdził, że Polska należy do Kościoła katolickiego. Krytykował prezydenckiego ministra prof. Krzysztofa Szczerskiego za jego pomysł uczynienia z Polski republiki wyznaniowej .
W roku 2016 w kontekście napływu do Europy mas uchodźców z krajów muzułmańskich pytał o to, czym dla europejskich standardów wolności religijnej może zakończyć się nasze poszanowanie praw religijnych uciekinierów, w sytuacji, gdy wielu przybyszy nie będzie chciało stosować się do europejskich praw i standardów w tym zakresie .
Skrytykował J. Kaczyńskiego za wypowiedź, że poza Kościołem jest tylko nihilizm, że utożsamia polskość jedynie z katolicyzmem, a niekatolików traktuje jako obywateli drugiej kategorii . Skrytykował Zbigniewa Ziobrę za jego starania o wykreślenie z Rejestru kościołów i innych związków wyznaniowych Reformowanego Kościoła Katolickiego .

## Wyróżnienia
W 2005 roku otrzymał Srebrny Krzyż Zasługi za działalność charytatywną .
14 czerwca 2019 roku otrzymał Krzyż Wolności i Solidarności za działalność antykomunistyczną w pierwszej połowie lat 80. W imieniu prezydenta Andrzeja Dudy odznaczenie wręczył prezes IPN Jarosław Szarek .